# 東松山ケーブルテレビ
東松山ケーブルテレビ株式会社（ひがしまつやまケーブルテレビ）は、埼玉県東松山市をサービスエリアとし、テレビ放送とインターネットを業務とするケーブルテレビ局である。
- 親会社は、入間ケーブルテレビである。
- 略称：HCTV

## 所在地
- 埼玉県東松山市石橋2221番地80
  - 東松山市内循環バス［唐子コース］東松山駅東口 - 高坂駅西口
    - 「唐子市民活動センター」バス停下車5分

## サービスエリア
- 埼玉県東松山市
- 埼玉県比企郡滑川町
- 埼玉県比企郡嵐山町

## コミュニティチャンネル
- チャンネル愛称：「チャンネル東松山」
- チャンネル番号：111ch

### 番組
- NEWS東松山
- Green&Flower 東松山
- 東松山情報
- Studio 111
- zooっとアニマル♪
- 松っ子集まれ！
- スマイル子育てナビ

## 関連会社
- 入間ケーブルテレビ
- 瑞穂ケーブルテレビ
- ゆずの里ケーブルテレビ
- エフエム茶笛